# Global governance
Global governance (vrij vertaald: wereldbestuur, wereldregering) is de politieke interactie van transnationale actoren bij het oplossen van problemen die voor meerdere staten of regio's van belang zijn op het moment dat er geen inrichtende macht is die een overkoepelende wereldautoriteit kan opleggen. Dit speelt zich af binnen de context van de mondialisering. Als antwoord op de aanhoudende versnelling van de interdependenties op wereldschaal, zowel tussen menselijke samenlevingen als tussen de menselijke soort en de biosfeer, moet global governance de regelgeving zijn die op wereldschaal kan functioneren.

## Oorsprong van de term

### Ontstaansgeschiedenis
De val van de Sovjet-Unie in 1991 betekende het einde van een lange periode van een internationale geschiedenis op basis van een beleid dat uitging van machtsevenwichten. Sindsdien kwam de wereld terecht in een nieuwe fase die gekenmerkt werd door een geostrategische stilstand. Het model van nationale veiligheid bijvoorbeeld, dat voor de meeste regeringen van toepassing bleef, moest geleidelijk aan plaats maken voor een opkomend collectief bewustzijn dat zich uitstrekte tot buiten het afgebakende werkingskader dat het moest belichamen.
De kwestie met betrekking tot global governance zag pas het levenslicht aan het begin van de jaren 1990. Tot dan toe werd de term interdependentie gebruikt om het beheer van relaties tussen staten onderling aan te duiden. De periode na de Koude Oorlog betekende de opkomst van een nieuw paradigma dat gebaseerd was op een aantal van de volgende zaken:
- Het groeiend belang van de globalisering aan een belangrijk thema en de daaropvolgende verzwakking van de natiestaat. Dit gaf logischerwijs aanleiding tot het vooruitzicht op de overheveling van regulerende instrumenten naar het globale niveau die niet langer effectief bleken te zijn op het nationale of regionale niveau.
- Een intensivering van de bezorgdheid over milieukwesties, dewelke multilaterale ondersteuning verwierf op de Earth Summit van 1992 in Rio de Janeiro. De besproken onderwerpen op deze topontmoeting (klimaat en biodiversiteit) symboliseerden een nieuwe benadering die al snel tot uiting zou komen als globale gewoonten.
- De ontwikkeling van conflicten over normen en standaarden: handel en het milieu, handel en sociaal recht, handel en volksgezondheid. Deze conflicten gaven een vervolg op het traditionele debat over de sociale effecten van macro-economisch stabiliseringsbeleid. Ze deden ook vragen rijzen over het beslechten van geschillen tussen gelijkwaardige legitieme doelstellingen in een opgedeeld bestuurssysteem waar de belangrijkste interdependentiedomeinen telkens toevertrouwd zijn aan een gespecialiseerde internationale instelling. Hoewel deze disputen slechts van een beperkte omvang waren, waren ze desalniettemin symbolisch zeer krachtig aangezien ze de principes en instituties voor arbitrage in vraag stelden.
- Een toegenomen invraagstelling van internationale normen en instituties vanwege ontwikkelende landen die, nu dat ze deelnemen aan de wereldeconomie, moeilijk kunnen aanvaarden dat geïndustrialiseerde landen blijven vasthouden aan hun macht en voorkeur geven aan hun eigen belangen. Deze uiting van twijfel is ook terug te vinden in de burgermaatschappij die vindt dat het internationaal bestuurssysteem een echte machtszetel is geworden en verwerpt zowel de principes als de procedures die het gebruikt. Hoewel deze twee uitingen van kritiek vaak conflicterende opvattingen en doelstellingen omvatten, is het algemeen geweten dat ze samenspannen om het overwicht van ontwikkelde landen en grote instellingen aan te kunnen. Dit laatste werd symbolisch aangetoond bij de mislukking van ministeriële conferentie van de Wereldhandelsorganisatie in Seattle in 1999.[2]

### Definitie
De term global governance of world governance wordt gebruikt in een eenvoudige en brede definitie waarbij het betrekking heeft op alle vormen van regelgeving die bedoeld is om menselijke samenlevingen te organiseren op wereldschaal.
Oorspronkelijk werd governance geassocieerd met governing (het besturen) of met politieke instituties en uiteindelijk met controle. Governance in deze betekenis wijst op de formele politieke instituties die de bedoeling hebben om wederzijds afhankelijke sociale relaties te coördineren en te controleren, en tevens over de mogelijkheid beschikken om beslissingen af te dwingen. Auteurs zoals James Rosenau maakten ook gebruik van governance om de regulering van interdependente relaties te omschrijven in de afwezigheid van een overkoepelende politieke autoriteit zoals in een internationaal systeem. Nu spreken sommigen zelfs over de ontwikkeling van een "globaal publiek beleid".
Adil Najam, een voormalig medewerker aan de Boston University en nu aan de Tufts-universiteit omschreef global governance als het beheer van globale processen in de afwezigheid van een wereldregering. Volgens Thomas G. Weiss (redacteur van het wetenschappelijk tijdschrift Global Governance: A Review of Multilateralism and International Organizations van 2000 tot 2005) is global governance (wat goed, slecht of onverschillig kan zijn) de concrete samenwerkingsakkoorden met betrekking tot het oplossen van problemen, waarvan vele in toenemende mate niet alleen voor de Verenigde Naties van belang zijn, maar ook andere verenigde naties. Het gaat hier namelijk over internationale secretariaten en andere niet-staatsgebonden actoren. Margaret Karns en Karen Mingst definiëren het concept als een meerlagige verzameling van bestuursgerelateerde handelingen, regels, mechanismen, formeel en informeel, publiek en privaat, die vandaag in de wereld aanwezig zijn.
Deze samenwerkingsakkoorden voor het oplossen van problemen kunnen formeel zijn omdat ze wetten aannemen of formeel gevestigde instituties zijn voor een hele resem actoren (zoals staatsautoriteiten, intergouvernementele organisaties (IGO's), niet-gouvernementele organisaties (NGO), entiteiten uit de private sector, andere actoren uit de burgermaatschappij en individuen) om collectieve aangelegenheden te beheren. Ze kunnen ook informeel zijn (zoals praktische- en gebruiksaanwijzingen) of ad-hocentiteiten (zoals coalities).
Global governance kan bijgevolg dus gedefinieerd worden als "het complex van formele en informele instituties, mechanismen, relaties, en processen tussen staten, markten, burgers en organisaties (zowel inter- als niet-gouvernementeel), via dewelke collectieve belangen op het globale niveau geuit kunnen worden, rechten en plichten vastgelegd zijn, en verschillen beslecht worden."